# Île Melville (Nouvelle-Écosse)

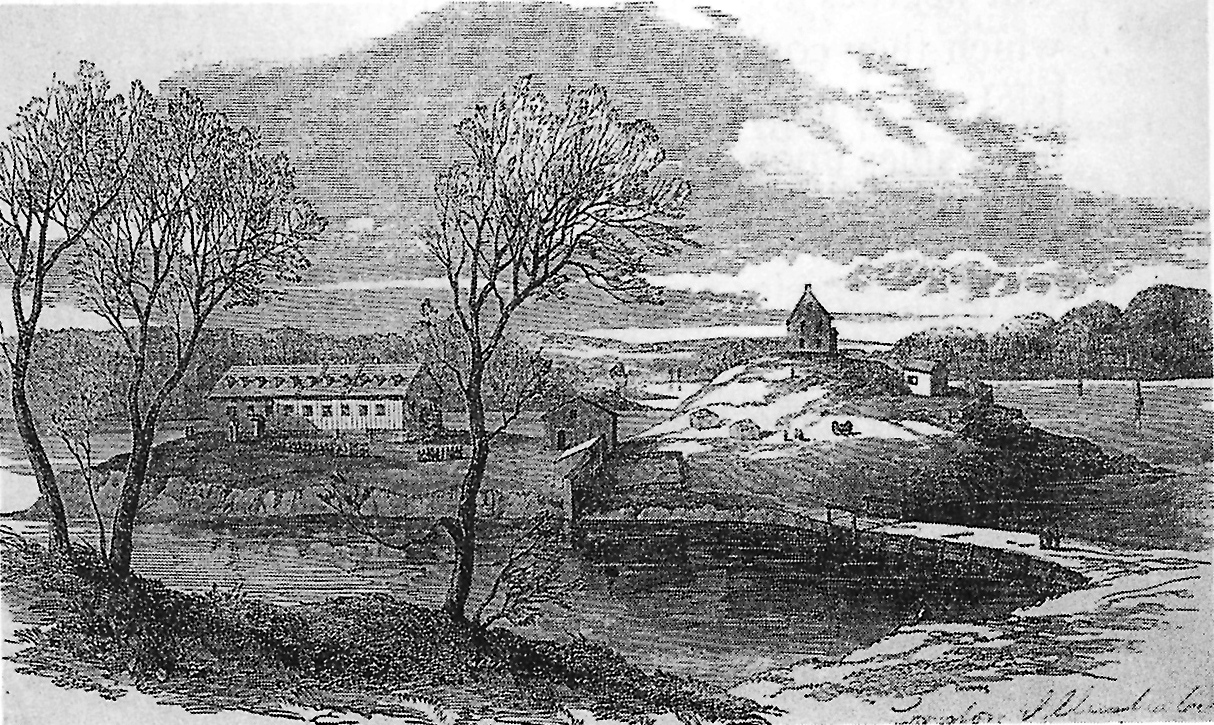
L'île Melville en 1855.

Pour les articles homonymes, voir Île Melville.
L'île Melville est une péninsule de Nouvelle-Écosse, Canada. Sa superficie est de 2 000 m2. L'île Melville était un camp de prisonniers de guerre pendant plusieurs conflits,. Elle fut aussi un lieu de quarantaine, particulièrement pour les immigrants irlandais.